# Les Fins
Les Fins é uma comuna francesa na região administrativa da Borgonha-Franco-Condado, no departamento de Doubs. Estende-se por uma área de 25.39 km². Em 2010 a comuna tinha 3 320 habitantes (densidade: 130,8 hab./km²).